# Nissan NP200
Nissan NP200 — грузопассажирский автомобиль, выпускаемый компанией Nissan с 2007 года в ЮАР на базе Renault Logan первого поколения. Модель в кузове седан продавалась в Мексике под названием Nissan Aprio с 2007 по 2010 год. 

## Nissan Aprio
Впервые Nissan Aprio был представлен 13 июля 2007 года в Мексике. Сборка автомобиля была организована в Куритибе (Бразилия). От базовой модели Logan Aprio отличается радиаторной решёткой, характерной для автомобилей Nissan. В августе 2010 года автомобиль был снят с производства.

### Галерея

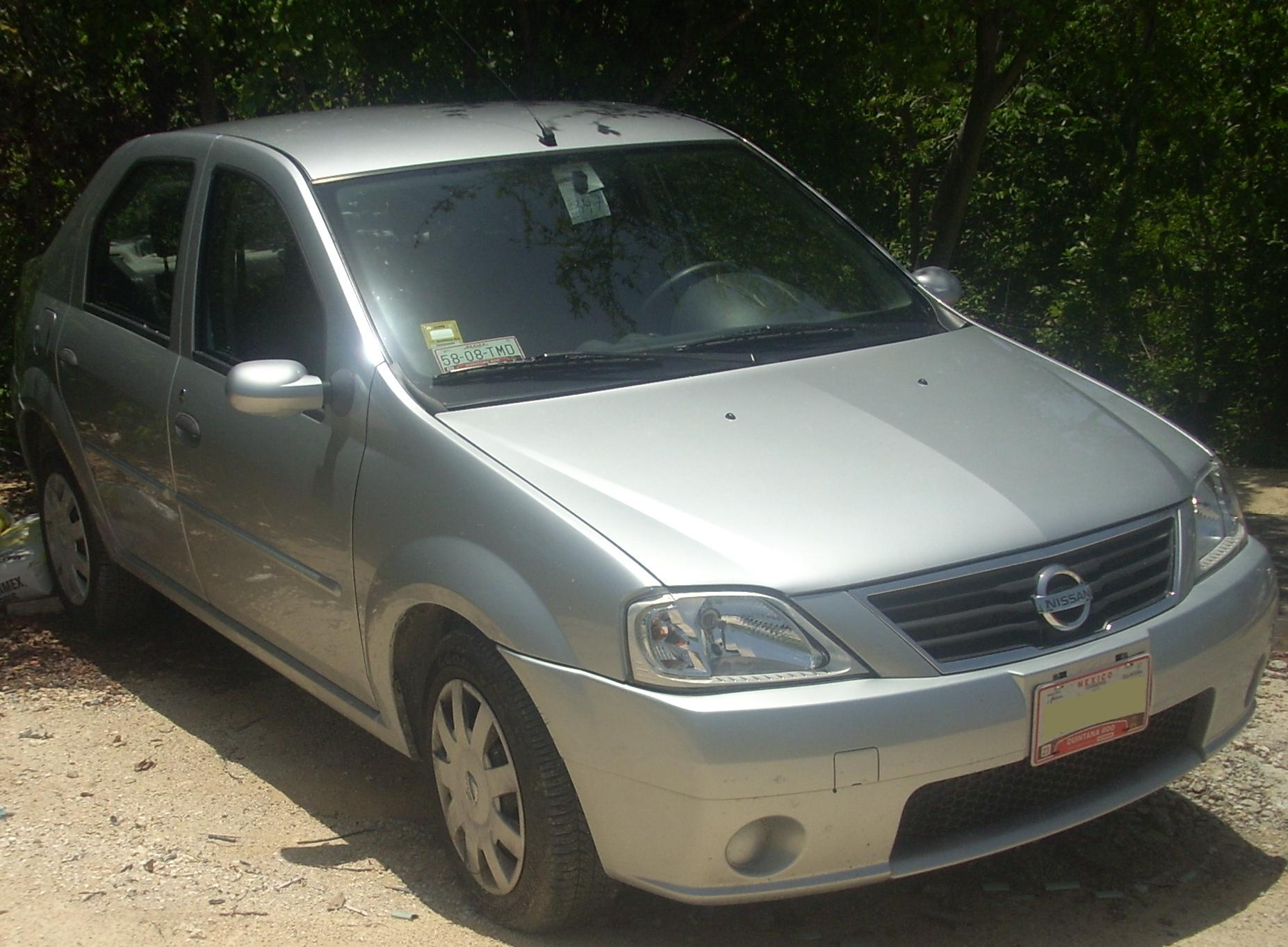
Вид спереди
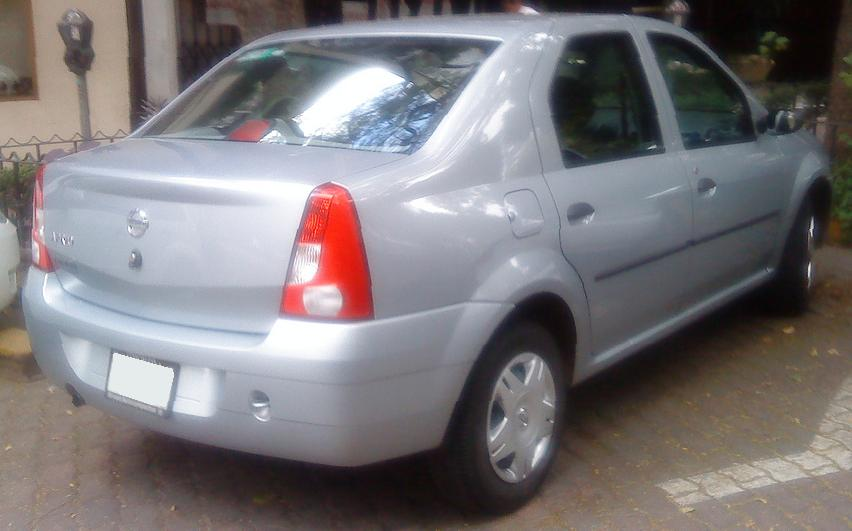
Вид сзади

## Nissan NP200
NP200 впервые был представлен в ЮАР 29 сентября 2008 года. Автомобиль оснащён той же радиаторной решёткой, что и Aprio, но в то же время имеет резьбу на колёсах и цветной бампер. В 2009 году автомобиль прошёл рестайлинг, а в 2018 году были усовершенствованы системы безопасности. Автомобиль продаётся в Зимбабве, Мозамбике, Намибии, Замбии, Кении, Уганде, на Сейшельских островах и в Ботсване. В Иране автомобиль называется Renault Tondar.

### Галерея

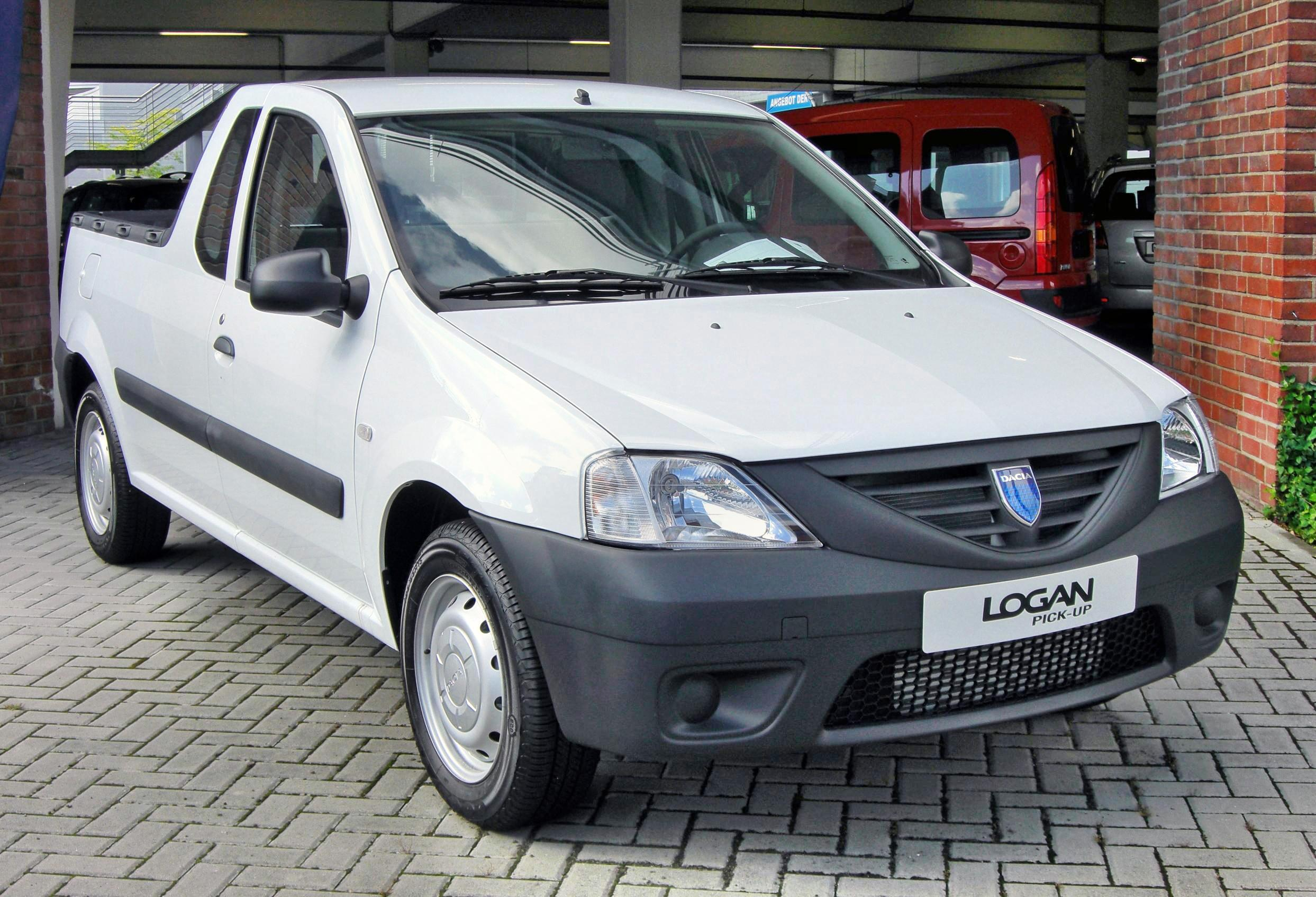
Dacia Logan Pickup
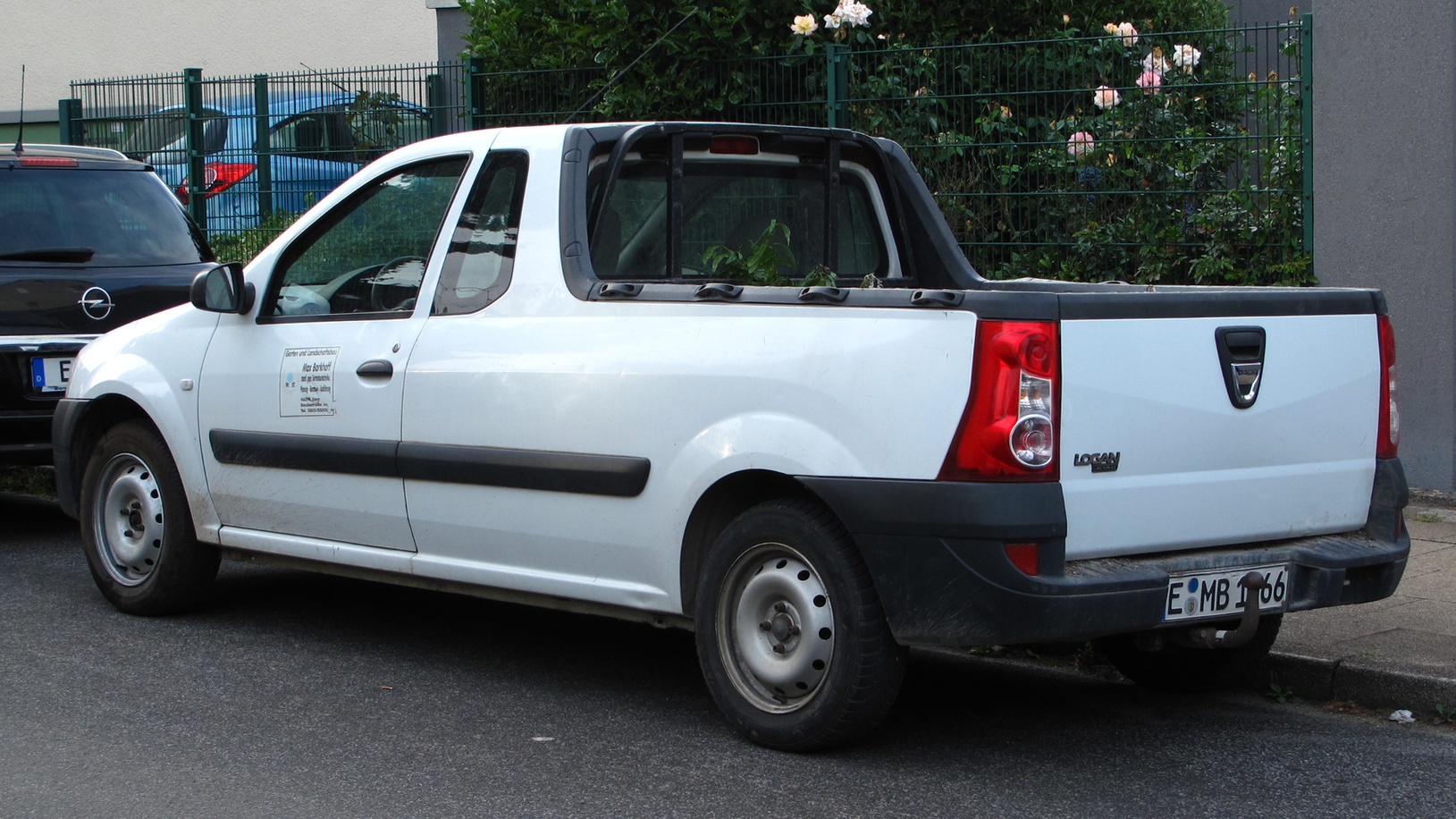
Dacia Logan Pickup
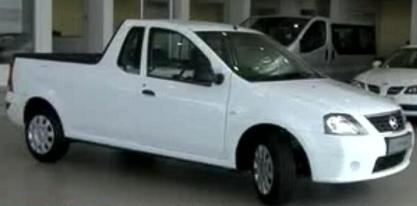
2008 Nissan NP200
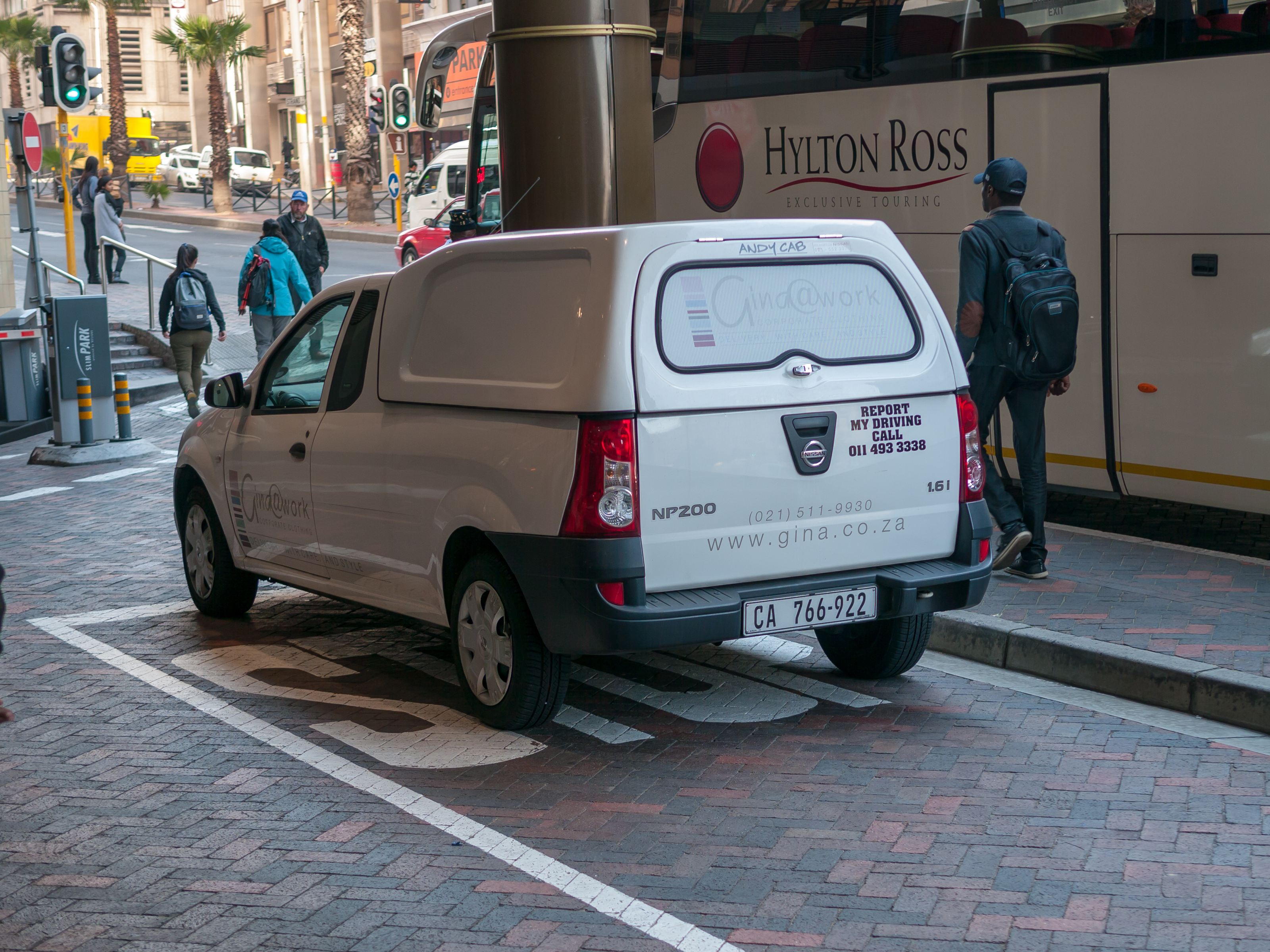
2018 Nissan NP200